# رامسلا
رامسلا (به آلمانی: Ramsla) یک شهر در آلمان است که در وایمارر لاند واقع شده‌است. رامسلا ۳۳۳ نفر جمعیت دارد.